# Гольц, Борис Григорьевич
Борис Григорьевич Гольц (16 [29] декабря 1913, Ташкент — 3 марта 1942, Ленинград) — советский композитор и пианист.

## Биография
С 1926 года жил в Ленинграде. В 1927—1933 годах учился в Ленинградском Центральном музыкальном техникуме по классу фортепиано M. H. Бариновой и на инструкторском отделении 1-го музыкального техникума. Одновременно с этим был аккомпаниатором в кинотеатрах. В 1933 году поступил на учёбу в Ленинградскую консерваторию. Выпускник консерватории по двум специальностям: в 1938 году окончил фортепианный факультет по классу Л. В. Николаева, Н. Брауна, затем в 1940 году — композиторский (по классу композиции В. В. Пушкова, занимался также у Б. В. Асафьева). В начале Великой Отечественной войны ушёл добровольцем на фронт. В 1941—1942 годах работал в творческой группе при Политуправлении Балтийского флота
Умер от голода в блокадном Ленинграде в марте 1942 года по адресу: 1-я линия ВО, дом 6.

## Творчество
Ещё в студенческие годы талант Гольца был замечен. Наибольшее признание получили цикл «24 прелюдии для фортепиано» (в настоящее время записан полностью пианистом Сергеем Подобедовым) и струнный квартет (есть запись Квартета имени Танеева), наследие композитора включает также концерт для фортепиано с оркестром, «Праздничную увертюру» для оркестра, пьесы для скрипки с фортепиано и виолончели с фортепиано,писал для балалайки(плясовая,протяжная), экспромт для эстрадного оркестра, романсы на стихи А. С. Пушкина («Адель», «Вурдалак», «Уныние», «Цыганы», 1939) и А. А. Блока («Послание», «Приближается звук», «Соловей», 1941), А. Д. Чуркина, Н. Л. Брауна, а также музыку к спектаклю «Ночной смотр» (пьеса В. Шкваркина, 1936) и нескольким кинофильмам. Гольц также пробовал себя в жанре массовой песни: «Сибирские реки» (сл. В. Саянова, 1936), «Призыв» (сл. Б. Лихарева, 1936), «Советский пограничник» (1939).
С началом Великой Отечественной войны Гольц записался добровольцем в творческую группу при Политуправлении Краснознаменного Балтфлота, работавшую над созданием массовых песен. Гольцем написано около 20 песен, печатавшихся и звучавших по радио в блокадном Ленинграде, в том числе:
- Клятва (сл. А. Чуркина, 1941)
- Песня о Бринько (сл. А. Тарасенкова, 1941)
- Песня гнева (сл. Н. Брауна, 1941)
- Балтийская артиллерийская (сл. Н. Брауна, 1941)
- Готовьтесь, балтийцы, в поход (сл. Н. Брауна, 1942)
- Песня 3-го гвардейского полка (сл. Н. Чуркина, 1942)
- Песня мести (сл. В. Волженина, 1942)
- Месть балтийцев
- За честь Родины
- Светит в небе звездочка высоко (была напечатана на почтовых открытках)
- Песня 55-й Армии (за неё композитор в условиях блокадного Ленинграда был награждён продовольственным пайком).

## Сочинения
- праздничная увертюра для симфонического оркестра (1940)
- концерт для фортепиано с оркестром (1940)
- сюита для эстрадного оркестра (1941)
- 24 прелюдии для фортепиано

## Фильмография
- 1937 — Шахтёры
- 1937 — Садовник
- 1939 — Четвёртый перископ (совм. с В. Пушковым)
- 1941 — Вагон уходит на заре